# Batalha de Tapso
A Batalha de Tapso foi uma das principais batalhas da Segunda Guerra Civil da República Romana, travada em 6 de abril de 46 a.C. (a data é do calendário romano antes das reformas de Júlio César, no calendário juliano, a data seria 7 de fevereiro de 46 a.C.). Perto de Tapso, na moderna Tunísia. As forças republicanas dos pompeianos, lideradas por Metelo Cipião, foram decisivamente derrotadas pelos veteranos de Júlio César. Depois desta derrota, Metelo Cipião e seu principal aliado, Catão, o Jovem, se suicidaram.

## Contexto
Em 49 a.C. irrompeu uma guerra civil na República Romana depois que Júlio César desafiou as ordens do Senado Romano para que debandasse seu exército depois das Guerras Gálicas. César atravessou o Rubicão com a Legio XIII Gemina, uma clara violação da lei romana, e marchou para Roma. Os optimates, incapazes de montar uma defesa adequada para a cidade, fugiram para a Grécia sob o comando de Pompeu. Liderados por César, os populares seguiram atrás, mas foram derrotados na Batalha de Dirráquio. Ainda em desvantagem numérica, César se recuperou e derrotou decisivamente os pompeianos na Batalha de Farsalos. Pompeu fugiu para o Egito, onde, para desgosto de César, foi assassinado. Os pompeianos sobreviventes se reuniram nas províncias africanas, onde organizaram uma força de resistência sob a liderança de Catão, o Jovem e Metelo Cipião. Outras figuras proeminentes na resistência eram Tito Labieno, Públio Ácio Varo, Lúcio Afrânio, Marco Petreio e os irmãos Sexto e Cneu Pompeu (filhos de Pompeu). O rei Juba I da Numídia era o principal aliado dos pompeianos na região. 
Depois de pacificar as províncias orientais e de uma rápida visita a Roma, César seguiu seus adversários até a África, desembarcando em Hadrumeto em 28 de dezembro de 47 a.C.. Logo após o desembarque, César enfrentou Petreio e Labieno na Batalha de Ruspina sem conseguir um resultado decisivo.
Os pompeianos se juntaram suas forças rapidamente para enfrentar César, um exército que incluía 40 000 homens (cerca de 8 legiões), uma poderosa cavalaria liderada pelo antigo braço direito de César, o talentoso Tito Labieno, e 60 elefantes de guerra númidas. Os dois exércitos se enfrentaram em pequenas escaramuças medindo forças e duas legiões desertaram para o lado cesariano. Enquanto isso, César esperava reforços vindos da Sicília. No começo de fevereiro, César chegou a Tapso e cercou a cidade, bloqueando a entrada meridional com três linhas fortificadas. Os pompeianos, liderados por Metelo Cipião, não podiam arriscar a perda da cidade, em posição estratégica, e acabaram forçados a aceitar a batalha nas condições de César.

## Batalha

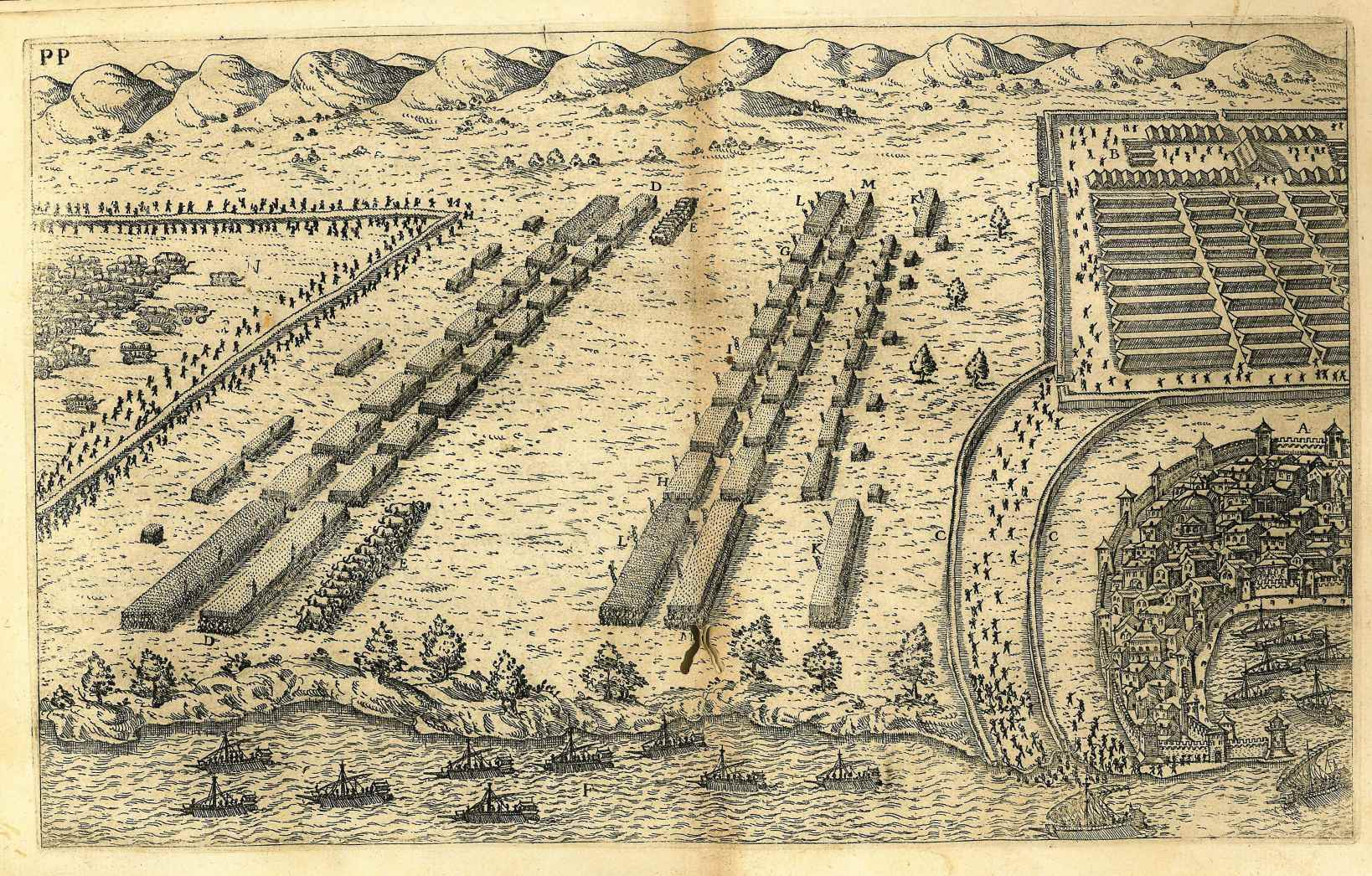
Diagrama da batalha numa gravura de Palladio (séc. XVII), com os elefantes representados individualmente.

O exército de Metelo Cipião contornou Tapso para chegar à cidade pela entrada setentrional. Antecipando a aproximação de César, os pompeianos se mantiveram em ordem de batalha flanqueados pela cavalaria e pelos elefantes. O posicionamento de César foi típico de seu estilo, com ele próprio comandando a direita e com a cavalaria e os arqueiros nos flancos. A ameaça dos elefantes foi contida com o acréscimo de cinco coortes às fileiras da cavalaria.
Um dos trombeteiros de César soou o sinal de batalha e os arqueiros atacaram os elefantes; os animais, em pânico, fugiram atropelando suas próprias fileiras. Os elefantes no flanco esquerdo atacaram o centro cesariano, onde a Legio V Alaudae lutou com tamanha bravura que, depois da batalha, recebeu permissão para adotar o elefante como seu símbolo. Depois da perda de seus elefantes, Metelo Cipião começou a perder a batalha. A cavalaria de César conseguiu vencer a cavalaria inimiga, destruiu o acampamento pompeiano e forçou o recuo inimigo. As tropas númidas abandonaram a batalha, selando o destino dos pompeianos.
Por volta de dez mil inimigos foram mortos, com muitos dos sobreviventes executados pelos furiosos veteranos de César mesmo depois de apelos dele próprio para que não houvesse represálias. Plutarco relata que, segundo algumas fontes, César teria tido um ataque epilético durante a batalha. Metelo Cipião escapou, mas se suicidou meses depois numa batalha naval perto de Hipo Régio.

## Eventos posteriores
Depois da batalha, César reiniciou o cerco de Tapso, que acabou cedendo. Em seguida, seguiu para Útica, onde estava Catão, o Jovem, que, ao saber da derrota de seus aliados, se matou. Esta batalha deu início a um período de paz na África e as forças de César se retiraram em 25 de julho. A resistência renasceria pelas mãos de Tito Labieno e dos irmãos Pompeu na Hispânia. A guerra civil só terminou com a Batalha de Munda, logo depois. 
Esta batalha é considerada como a última na qual elefantes de guerra foram utilizados no ocidente.